# August Knappe von Knappstädt
August Christoph Knappe, ab 1798 Knappe von Knappstädt, (* 6. Februar 1775 in Glogau; † 29. Juni 1852 in Prenzlau) war ein preußischer Generalmajor.

## Leben

### Herkunft und Familie
August war ein Sohn des preußischen Hof- und Kriminalrats in Glogau Georg Christoph Knappe und der Johanne Charlotte Schneider († 1808). Seine Mutter vermählte sich als Witwe 1789 mit dem preußischen Oberregierungspräsidenten in Glogau Karl Ludwig von Cocceji (1724–1808). Infolgedessen wurde August mit seinen vier Geschwistern 1798 mit Beigabe eines an das stiefväterliche angelehnte Wappen und dem Namen Knappe von Knappstädt in den preußischen Adelsstand gehoben.
1804 vermählte er sich mit Charlotte Dorothea, geborene von Mützschefall (1776–1851). Aus der Ehe sind neun Kinder hervorgegangen, darunter die beiden ebenfalls preußischen Generale Julius Knappe von Knappstädt (1809–1872) und Otto Knappe von Knappstädt (1815–1906).

### Werdegang
August begann seine Laufbahn in der preußischen Armee 1791 als Gefreiterkorporal im Füsilier-Bataillon „von Prosch“ (Nr. 9). Gegen Ende des Jahres 1792 avancierte er zum Portepeefähnrich und nahm am Ersten Koalitionskrieg, insbesondere der Belagerung von Verdun, der Kanonade von Valmy sowie den Gefechten bei Hochheim, Alsheim, Limbach, Tann, Steinbach, Busenberg, Neustadt, Türkheim, Obernheim, Deidesberg und Hochspeyer teil. Noch während des Krieges erhielt er 1794 sein Beförderung zum Sekondeleutnant, stand als solcher beim Füsilier-Bataillon „von Martini“ (Nr. 10). Im Jahr 1800 stieg er mit Patent vom Jahr 1790 zum Premierleutnant auf. Er nahm im Vierten Koalitionskrieg an den Gefechten bei Schleiz und Lobeda sowie der Schlacht bei Jena teil. Unmittelbar nach Jena wurde er inaktiv und hat 1808 als Kapitän seinen Abschied erhalten.
Beim 5. Reserve-Bataillon des Leib-Infanterie-Regiments fand er 1813 als Stabskapitän Wiederanstellung. Ein halbes Jahr später, noch in 1813 war er erneut wirklicher Kapitän und Kompaniechef im 12. Reserve-Infanterie-Regiment. Während der Befreiungskriege kämpfte er in den Gefechten bei Goldberg, Eisenach, Cosselies, Sévres und Illy sowie in den Schlachten an der Katzbach, bei Leipzig, Ligny und schließlich bei Belle Alliance. Für seinen Einsatz bei Goldberg erhielt er das Eiserne Kreuz II. Klasse, für Leipzig das Kreuz I. Klasse.
1816 avancierte er zum Major und Kommandeur des Füsilier-Bataillons im 24. Infanterie-Regiment. Er erhielt 1825 das Dienstkreuz, 1832 den Roten Adlerorden IV. Klasse und stieg im selben Jahr zum Oberstleutnant auf. Im Folgejahr wurde er mit der Führung des 40. Infanterie-Regiments beauftragt. Mit seiner Beförderung zum Oberst 1834 erhielt er die Ernennung zum Regimentskommandeur. Der Roten Adlerorden III. Klasse mit Schleife wurde ihm 1836 verliehen und 1838 hat er seinen Abschied mit dem Charakters als Generalmajor und einer jährlichen Pension von 1750 Taler erhalten.